# Вилхелм IV (Монферат)
Вижте пояснителната страница за други личности с името Вилхелм.
Вилхелм IV (на италиански: Guglielmo IV degli Aleramici; на немски: Wilhelm IV, * ок. 1030, † 1100) от род Алерамичи е през 1084–1100 г. маркграф на Монферат.
Той е най-големият син на маркграф Ото II († 20 ноември 1084) и Констанцa Савойска, дъщеря на граф Амадей II от Савоя и Йохана от Женева.
През 1093 г. той подарява манастира Бреме към църквата в Павия.
Вилхелм IV се жени за Отта от Аглие, дъщеря на Тибалдо д'Аглие и има с нея син Рене (* 1084, † 1136)), маркграф на Монферат, и още две дъщери.